# Emmotum yapacanum
Emmotum yapacanum är en tvåhjärtbladig växtart som beskrevs av Richard Alden Howard. Emmotum yapacanum ingår i släktet Emmotum och familjen Icacinaceae. Inga underarter finns listade i Catalogue of Life.